# Biblioteca nazionale di Cosenza
La Biblioteca nazionale di Cosenza dipende dalla Direzione generale per le biblioteche e il diritto d'autore del Ministero della cultura. Essa è situata nel centro storico di Cosenza in piazzetta Antonio Toscano.

## Storia

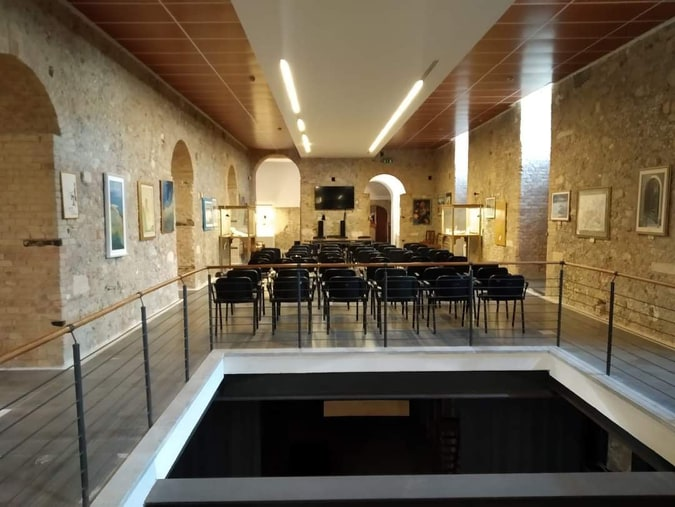
Interno Biblioteca Nazionale di Cosenza

La Biblioteca Nazionale di Cosenza viene istituita il 9 novembre 1978 grazie al decreto del Ministro dei beni culturali Dario Antoniozzi di concerto con il ministro del Tesoro, ai sensi dell'art. 3 del D.P.R. 5.9. del 1967 n. 1501, quale sezione staccata della Biblioteca nazionale di Napoli.
Il 1º dicembre 1978 il decreto viene registrato alla Corte dei Conti e il 17 settembre 1985 la Biblioteca Nazionale di Cosenza inizia la sua attività nel palazzo del Seminario Arcivescovile, acquistato dal Ministero beni culturali al fine di stabilirvi la sede della Biblioteca.
Il primo direttore della struttura fu il dottor Giovanni Solimine, che attraverso il supporto del vicedirettore Elvira Graziani, individua e struttura il personale tecnico ed amministrativo e provvede ad organizzare l'acquisto dei primi fondi librari e le prime scaffalature.
Dal 1º marzo 1986 il dottor Mauro Giancaspro viene nominato direttore della Biblioteca fino al 4 dicembre 1991, giorno in cui viene attribuita piena autonomia all'ente. La Biblioteca Nazionale di Cosenza attraverso la registrazione alla Corte dei Conti viene inserita nell'elenco delle Biblioteche pubbliche statali con specializzazione a svolgere anche funzioni di biblioteca universitaria. Il Comune di Cosenza guidato da Giacomo Mancini, delibera nello stesso anno il comodato d'uso dello stabile adiacente all'ex seminario vescovile nel cuore della città antica.
L'8 agosto 1995 la dottoressa Elvira Graziani assume la guida della Biblioteca e la gestione delle fasi di ristrutturazione degli immobili, i cui lavori verranno consegnati nel 2005.

## Sale
- Sala Braille

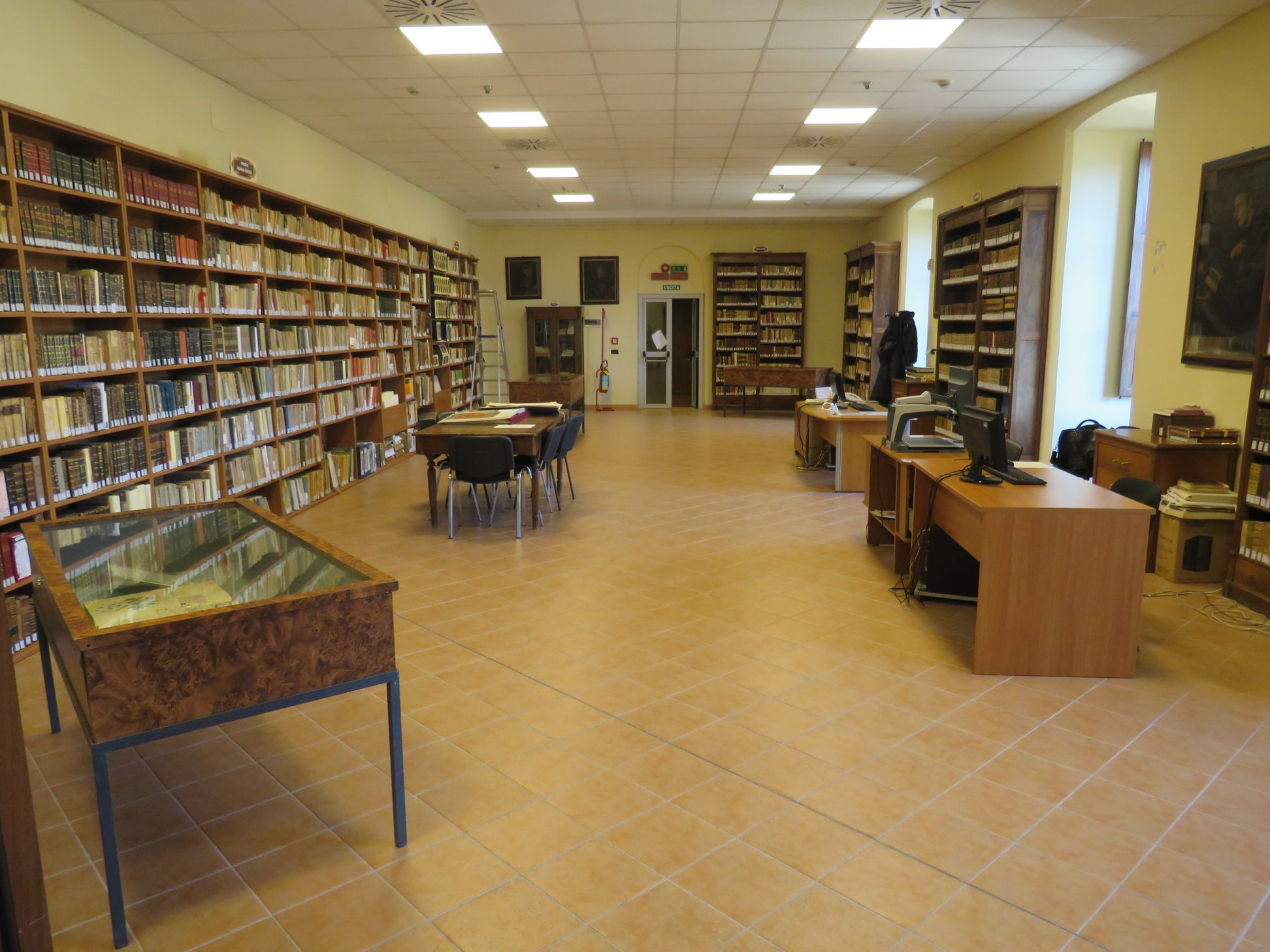
Sala volumi Biblioteca Nazionale di Cosenza

La Sezione “Braille” ed “Handicap” della Biblioteca Nazionale di Cosenza è formata da un settore comprendente testi trascodificati nella lettoscrittura “braille” e da un settore formato da testi comuni a stampa (in nero).
- Sala Catalogo BNCS

Il catalogo cartaceo è suddiviso : Autore, soggetto, rari e di pregio. Nel catalogo cartaceo per Autore confluiscono anche le schede compilate dallo spoglio delle testate dei periodi posseduti dalla Biblioteca.
Il catalogo on-line, oltre ad essere presente in SBN, è consultabile attraverso OPAC, che fornisce direttamente le informazioni del posseduto della BNCS.
- Sala Convegni "G. Giacomantonio"

La Sala , con collegamento Internet, è utilizzata per manifestazioni culturali, eventi, concerti e, oltre a disporre di un pianoforte a mezza coda, è attrezzata con apparecchiature multimediali per videoconferenze; la capienza di pubblico è di circa centocinquanta unità.
- Sala Lettura

La Sala, a scaffali aperti, ha una capienza di circa 30 posti a sedere. La distribuzione dei libri per lo studio e/o la lettura è effettuata durante le undici ore di apertura al pubblico senza soluzione di continuità
- Sala Multimediale

La sezione Multimediale della Biblioteca Nazionale di Cosenza, fornisce servizi di navigazione internet, consultazione di cd-rom, floppy disk, videocassette, Dvd e altro materiale multimediale tra cui una postazione per la lettura e la stampa da microfilm. È disponibile il servizio di videoscrittura e offre l’assistenza di personale qualificato.
- Sala Museali

I ruderi che costituiscono oggi il soggetto principale delle sale archeologiche della Biblioteca Nazionale di Cosenza sono venuti alla luce, in modo casuale, in occasione degli scavi relativi alla ristrutturazione e restauro dello stabile che costituisce il nucleo principale della Biblioteca.
- Sala Musica

La Sezione Musica della Biblioteca Nazionale di Cosenza, che attualmente ha una consistenza libraria di oltre 15.000 volumi e 5.000 supporti audio (CD, dischi vinilici e audiocassette), è stata creata e fortemente incrementata per dare un valido supporto alle strutture musicali scolastiche della Provincia con particolare attenzione al Conservatorio di Musica, al DAMS dell’Università della Calabria e agli Istituti Musicali.
Sala Periodici "Gallina"
Nella sala Periodici "Gallina" si trovano sia il fondo Gallina e sia il fondo Periodici.
Il fondo Gallina è stato donato dal professore Francesco Gallina nel 2005 ,  consta di circa 207 testate di periodici nazionali degli anni 1900-2000 con la presenza di qualche esemplare del 1800 di notevole interesse storico-artistico-politico.
- Sala Rari e di Pregio

La sala dispone di n. 12 posti a sedere e di una postazione multimediale per la consultazione on line dei documenti più delicati.

## La sede

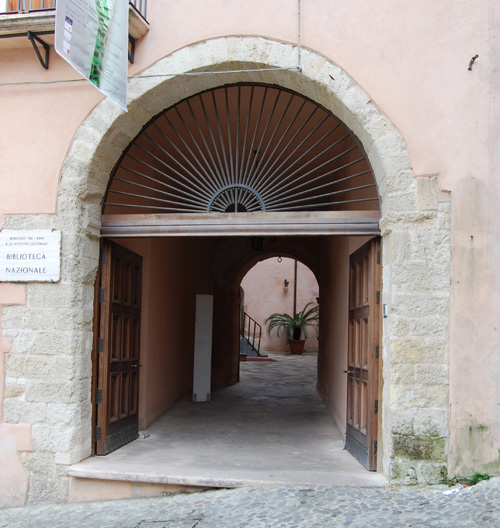
Ingresso Biblioteca Nazionale di Cosenza

Adiacente al seminario vescovile post-tridentino di Cosenza, ormai insufficiente alle necessità del clero, il nuovo edificio fu costruito a partire dal 1882 su ordine del vescovo di Cosenza, Camillo Sorgente, che commissionò la costruzione di un nuovo imponente edificio adiacente a quello antico. L'opera fu ideata e realizzata dal canonico Raffaele Parise, parroco del duomo di Cosenza e rettore dell'Istituto, che per tale opera impegnò tutto il suo patrimonio familiare. I lavori si conclusero nel 1905, svelando alla città un nuovo seminario vescovile, che comprendeva nuovo e vecchio edificio, perfettamente integrati e comunicanti tra loro sia all'interno che all'esterno.
Durante la seconda guerra mondiale, dopo un massiccio bombardamento della città, la parte antica, risalente al XVI secolo, venne totalmente rasa al suolo. Questo terribile avvenimento segnò la distruzione dell'antico seminario vescovile, mentre il nuovo seminario riuscì a superare l'avvenimento praticamente indenne; comunque la diocesi non fu in grado più ad accollare le spese di ristrutturazione e di mantenimento, anche a causa dei problemi economici del dopoguerra e decise di vendere la struttura che trovò come acquirente il Ministero per i beni e le attività culturali, che si avvalse del diritto di prelazione, rammodernandolo e ristrutturandolo. Nel 1985, a fine lavori, l'edificio venne adibito a biblioteca nazionale.

### Presenze archeologiche

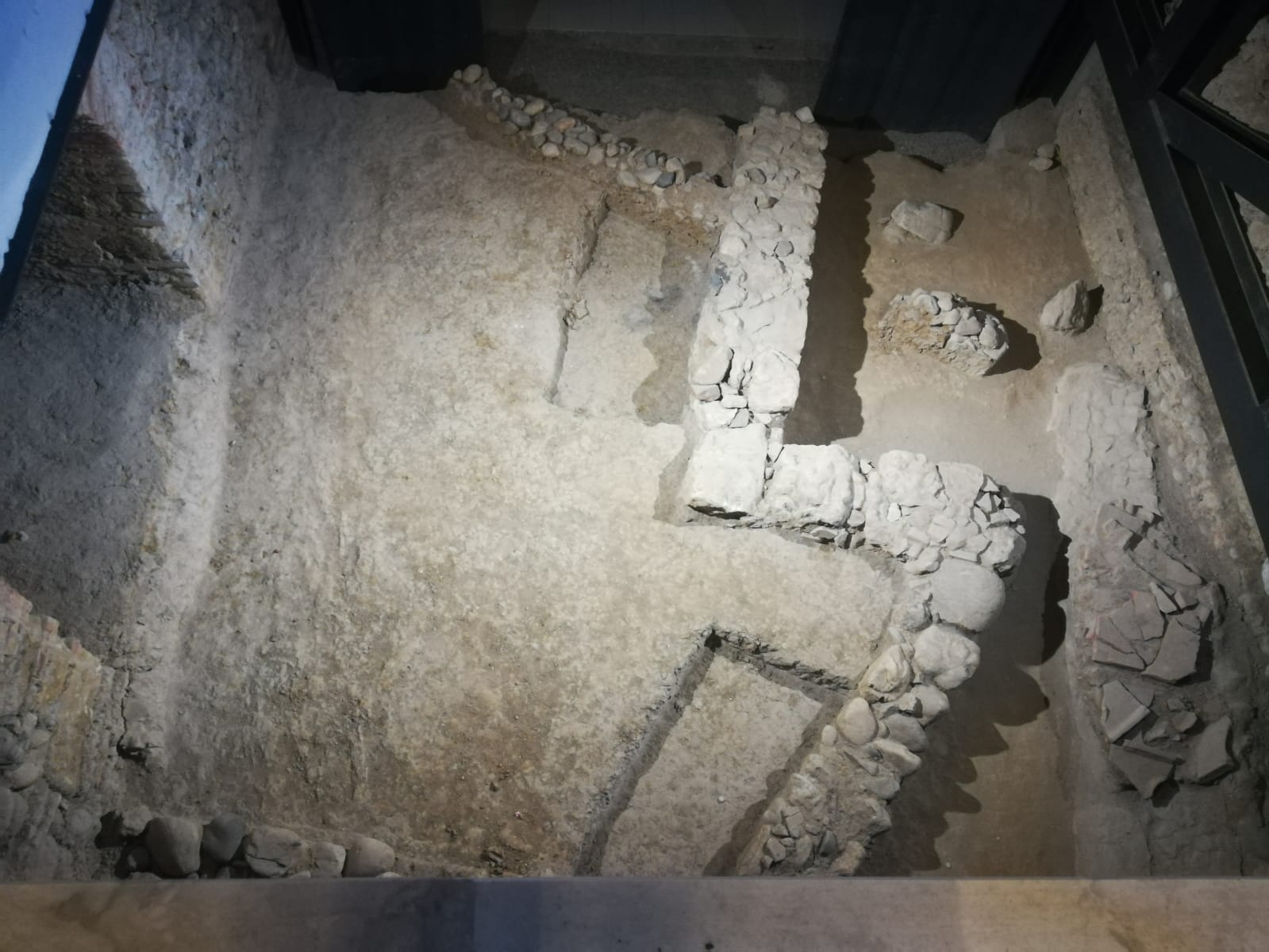
Reperti archeologici nella Biblioteca Nazionale di Cosenza

Gli scavi voluti della Soprintendenza archeologica della Calabria in collaborazione con la Soprintendenza della Calabria e la Direzione della Biblioteca Nazionale, hanno evidenziato sotto i basamenti dell'ex edificio vescovile, distribuiti in maniera omogenea su tutto il sito, resti della metropolis dei Bruzi (o Bretti) risalenti al IV secolo a.C.. In base alla documentazione archeologica recuperata si evince che l'abitato della "metropolis" (centro politico commerciale) dei Bruzi a partire almeno dalla metà del IV sec. a.C. secondo la testimonianza dello storico Strabone, si estendeva sul pendio dell'attuale centro storico che dal colle Pancrazio si espande verso la sponda sinistra del fiume Crati.
Il primo intervento di scavo nel Palazzo Pompeo Sersale in Corso Telesio venne effettuato nel 1984 dalla Soprintendenza Archeologica, a cui fece seguito nel 1988 la fase dei lavori nel sotterraneo dell'ala sud-est dell'ex Seminario arcivescovile nella quale vennero alla luce a circa 4 metri di profondità alcune strutture murarie che testimoniano almeno tre fasi di occupazione del sito.
Agli inizi del 1990 vennero fatte nuove importanti scoperte nell'ala nord e nell'ala sud-ovest del sito in seguito ad alcuni lavori di consolidamento dell'ex Seminario; in particolare il vano 11 evidenziò le macerie di un grosso muro in ciottoli che coprono in maniera parziale lo scheletro di un bovino adulto, rimasto ucciso dal crollo.
Particolarmente importanti e significativi i resti dello zoccolo in doppio parametro di ciottoli di un grande edificio ellenistico caratterizzato a ovest da un corridoio che proseguiva con un portico sorretto da alcune colonne di legno inserite in apposite buche rinvenute nel cortile lato via Cafarone.
Le sale della biblioteca che custodiscono le emergenze archeologiche sono state restaurate in base ai progetti redatti dall'arch. Roberto Gallo e dall'ing. Vincenzo Divoto.
Nella piazza adiacente (Piazzetta Toscano), sono stati rinvenuti resti di antiche abitazioni romane.